# Xia Gui
Xia Gui (en chino, 夏圭 o 夏珪; Wade-Giles, Hsia Kui; fl. 1195-1224), nombre de cortesía Yuyu (禹玉), fue un pintor paisajístico chino de la dinastía Song. Se sabe muy poco sobre su vida, y sólo sobreviven un puñado de sus obras, pero en general está considerado como uno de los grandes artistas de China. Siguió en la tradición de Li Tang, simplificando aún más el anterior estilo Song para lograr un efecto más inmediato y sorprendente. Junto con Ma Yuan, fundó la escuela llamada Ma-Xia (馬夏), una de las más importantes de la época.
Aunque Xia fue popular en vida, su reputación decayó tras su muerte, junto con toda la de los pintores académicos Song meridionales. A pesar de todo, unos pocos artistas, incluyendo al maestro japonés Sesshū, siguieron la tradición de Xia durante cientos de años, hasta principios del siglo XVII.

## Biografía

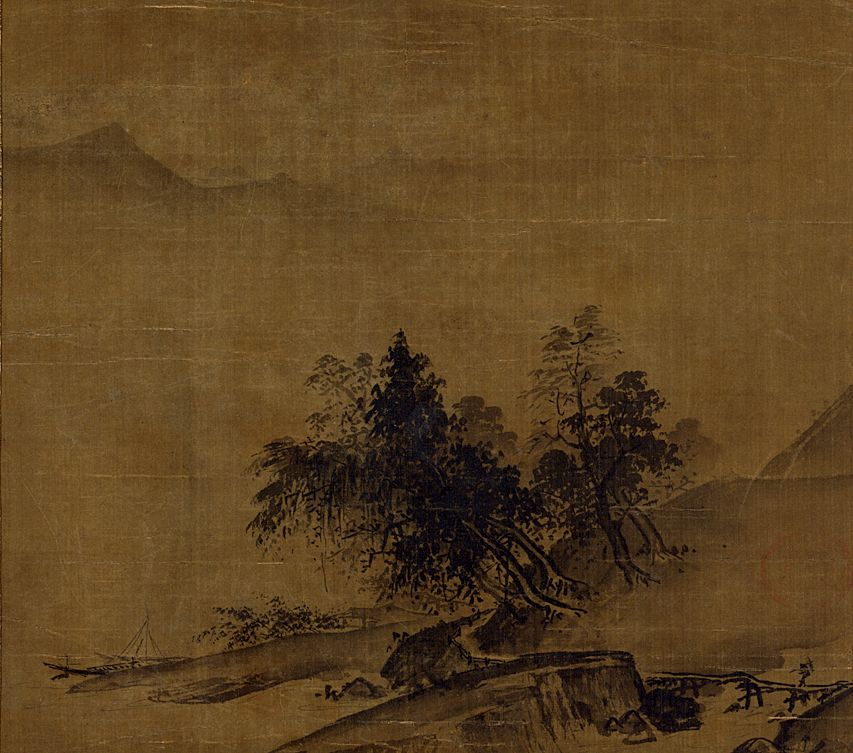
Una hoja de álbum sin título por Xia Gui, de la colección del Museo Nacional de Tokio.

No se conserva información sobre la fecha de nacimiento o muerte de Xia, su origen o su formación. Lo más probable es que naciera en Hangzhou, por entonces capital de China. Durante el reinado del Emperador Ningzong, Xia trabajó en la Academia de Pintura Imperial (Yuhuayuan 廷畫院) en la misma ciudad, de la misma manera que los otros artistas principales de la época. Se desconoce quiénes fueron sus maestros, pero las obras que nos quedan sugieren una fuerte influencia de Li Tang, un prominente pintor académico cuyo estilo era una influencia destacada en prácticamente todos los pintores paisajistas de la China del siglo XII. Xia Gui y su contemporáneo, Ma Yuan, estuvieron entre los pintores más influyentes de su época; tuvieron numerosos seguidores que ahora son conocidos como la "escuela de Ma-Xia".
El arte académico de los Song meridionales no se apreció en momentos posteriores como, por ejemplo, la dinastía Yuan y más tarde; de ahí que decayera la popularidad de Xia. Sin embargo, unos pocos críticos consideraron que sus pinturas estaban entre las mejores obras de la dinastía Song, y algunos artistas chinos aún producían obras inspiradas por el lenguaje de Xia. Sesshū Tōyō visitó China en el siglo XV y se vio influido por Xia Gui, tal como se ve en los rollos de paisajes de Sesshū como por ejemplo el pequeño Paisaje de las cuatro estaciones en el Museo Nacional de Kioto. Los numerosos seguidores de Sesshū, la llamada "escuela Unkoku-rin", a veces imitaron el estilo que su maestro adoptó de Xia.
En la China de principios del siglo XVII, unos pocos pintores conocían aún, e imitaban, a Xia, sin embargo, poco después los gustos se volvieron radicalmente diferentes. Durante la dinastía Ming y períodos posteriores, Xia, como sus contemporáneos, fue olvidado por completo. Su arte no se redescubrió hasta el siglo XX.

## Obra
La inmensa mayoría de las obras de Xia que han sobrevivido son hojas de álbum, el género favorito de los pintores académicos Song. Sus primeros dibujos imitan el estilo de Li Tang, quien se dio a conocer por simplificar el anterior estilo Song. En lugar de producir pinturas muy detalladas y complejas, limitó sus materiales y de esta manera logró un efecto más inmediato. Li Tang tuvo numerosos seguidores, y Xia fue uno de ellos sin embargo, como muestran trabajos posteriores, pronto desarrolló un estilo personal. Ejemplos de sus obras en el formato de hoja de álbum son dos tintas sobre seda en el Museo Nacional de Tokio (una de las cuales es de la famosa colección Jardín labrado por el pincel -Hikkoen-): ambos presentan una composición en diagonal perfectamente equilibrada, en la que el vacío y la masa sólida juegan papeles igualmente importantes, y una formidable técnica con la tinta. Una hoja de álbum bastante parecida, Velero en la tormenta, se conserva en el Museo de Bellas Artes de Boston.
Las técnicas de Xia son aún más impresionantes en sus rollos de mano; sin embargo, han sobrevivido pocas obras de este tipo. La más conocida es la que tiene 9 metros de largo y se titula Vista pura y remota de arroyos y montañas (tinta sobre papel). Esta obra se conserva incompleta, faltándole la sección final, que llevaba la firma del artista. Olas de tinta graduales, extremadamente sutiles, y pinceladas que se superponen unas a otras crean un efecto atmosférico complejo de niebla, cielo e infinito.

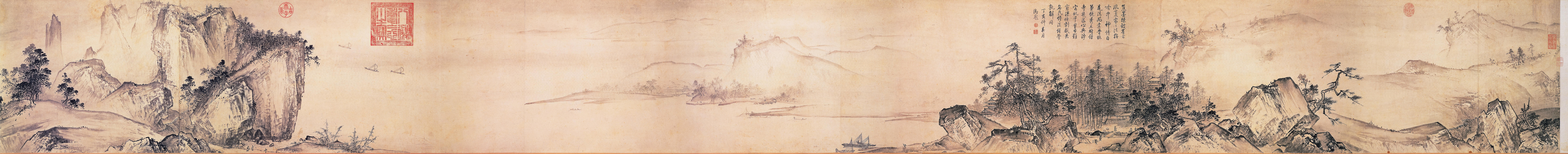
Mitad derecha (esto es, el comienzo, pues los rollos se leen de derecha a izquierda) de Vista pura y remota de arroyos y montañas. El rollo al completo mide 46.5 × 889.1 cm y se exhibe en el Museo Nacional del Palacio, Taipéi, Taiwán.

Otros rollos de Xia Gui son Diez mil millas del río Yangtsé, que sólo sobrevive en una copia poco fidedigna del siglo XVI, y Doce vistas desde una cabaña de paja. Esta última sobrevive en varias copias; el original es probablemente el rollo fragmentario en el Museo Nelson-Atkins en Kansas City, Misuri, Estados Unidos.
Son raros los rollos colgantes de Xia Gui. La famosa Tormenta de la colección Kawasaki en Japón está considerada, actualmente, como una copia. Hay dos rollos para colgar que posiblemente sean originales y se conservan en la Galería Freer: Rápidos en un valle de montaña (también conocido como Una garganta brumosa, sobrevive sin la parte superior que llevaba la firma) y Luz de Luna otoñal en el lago de Dongting.
Relatos contemporáneos describen a Xia como un pintor que trabajaba muy rápido, y con gran facilidad. Vista pura y remota de arroyos y montañas es una obra sobre papel, que absorbe la tinta rápidamente, y de esta manera testifica semejante creación espontánea. De Xia se alabó también su habilidad técnica a la hora de dibujar arquitecturas y objetos similares con la mano suelta, más que usando reglas. Algunas fuentes mencionan la preferencia del pintor por pinceles con las puntas gastadas, usados para evitar un exceso de suavidad, en pinceles "abiertos", que permitían hacer dos o más pinceladas el amismo tiempo.